# Boufale
Boufale est une petite ville du Togo, dans la région de la Kara.

## Géographie
Boufale est située à environ 42 km de Kara, dans la région de la Kara.

## Vie économique
- Marché traditionnel le lundi à Madjatom, situé sur la zone frontalière avec le Bénin. L'agriculture des produits vivriers (sorgho, maïs, riz, igname, petit mil, patate douce, haricots, vouanzou et autres) est la principale activité. On y pratique aussi l’élevage des volailles, porcins, caprins, bovins et autres.
- La culture des produits d'exportation notamment le coton est en déclin du fait du coût élevé des produits chimiques nécessaires à sa pratique mais aussi des risques d'endettement en cas de mauvaise récolte.

## Lieux publics
- École primaire : le complexe "école primaire de Tchimande - collège de Boufale" est le principal lieu public du canton ou se tiennent d'importantes manifestations. Plus d'une douzaine d'écoles primaires (CP1-CM2) et un seul collège (6e-3e) sont installés dans le canton et servent de lieux publics.

- Les autres lieux publics sont les marchés qui, pour la plupart, s'animent le soir et la nuit Madjatom, Sarkawaka, Atakou et Massaka.

## Personnages connus
Le chef actuel du canton est Koumai Panata. Il tient un conseil hebdomadaire avec tous les chefs de village (8 villages). Il s'appuie sur les conseils de son bureau et des sages du canton ainsi que d'autres personnes ressources résidant hors du canton.